# Chełmoń
Chełmoń – wzniesienie o wysokości 206,5 m n.p.m. na Pojezierzu Bytowskim, położone w województwie zachodniopomorskim, powiecie koszalińskim, gminie Polanów.
Po północno-zachodniej stronie Chełmonia leży osada Samostrzel.
Teren wzniesienia został objęty specjalnym obszarem ochrony siedlisk „Dolina Grabowej”.
W 1953 roku wprowadzono urzędowo nazwę Chełmoń, zastępując poprzednią niemiecką nazwę Tanz-Berg.